# Tripterospermum puberulum
Tripterospermum puberulum är en gentianaväxtart som först beskrevs av Charles Baron Clarke, och fick sitt nu gällande namn av Raiz.. Tripterospermum puberulum ingår i släktet Tripterospermum och familjen gentianaväxter. Inga underarter finns listade i Catalogue of Life.